# Utrecht Network
Het Utrecht Network is een netwerk van Europese universiteiten. Het netwerk promoot de internationalisatie van het hoger onderwijs met leden die summer schools aanbieden voor buitenlandse studenten, die uitwisselingsprogramma's aanbieden voor studenten en docenten en gemeenschappelijke graden en bidiplomering uitwerken. Het educatief samenwerkingsverband tussen een bewust beperkt gehouden groep universiteiten werd opgestart in het begin van de jaren tachtig van de 20e eeuw. Het vast secretariaat van de groep is gevestigd aan de Universiteit Utrecht.

## Leden
- België, Universiteit Antwerpen
- Tsjechië, Masaryk-universiteit
- Denemarken, Universiteit van Aarhus
- Spanje, Complutense-universiteit van Madrid
- Finland, Universiteit van Helsinki
- Frankrijk, Universiteit van Rijsel en Universiteit van Straatsburg
- Duitsland, Ruhr-universiteit van Bochum en Universiteit Leipzig
- Estland, Universiteit van Tartu
- Griekenland, Aristoteles-universiteit van Thessaloniki
- Hongarije, Eötvös Loránd Tudományegyetem
- IJsland, Háskóli Íslands
- Ierland, University College Cork
- Italië, Università di Bologna
- Letland, Latvijas Universitāte
- Litouwen, Universiteit van Vilnius
- Malta, Universiteit van Malta
- Nederland, Hogeschool voor de Kunsten Utrecht en Universiteit Utrecht
- Noorwegen, Universiteit van Bergen
- Oostenrijk, Universiteit van Graz
- Polen, Jagiellonische Universiteit
- Portugal, Universiteit van Coimbra
- Roemenië, Alexander Jan Cuza-universiteit van Iași
- Slowakije, Comenius Universiteit Bratislava
- Slovenië, Universiteit van Ljubljana
- Turkije, Boğaziçi Universiteit
- Verenigd Koninkrijk, Queens University Belfast en Universiteit van Hull
- Zwitserland, Universität Basel